# Augusto Liliedal
Augusto Liliedal (Estocolmo; 28 de agosto de 1822 - Buenos Aires; 11 de junio de 1869) fue un marino, explorador y empresario sueco nacionalizado argentino que sirvió en la armada de la Confederación Argentina durante las guerras civiles.

## Biografía
August Liljedahl, tal su verdadero apellido, nació en Estocolmo, Suecia, el 28 de agosto de 1822. Tras adquirir conocimientos de náutica y participar de diversas expediciones científicas en Europa y América, a comienzos de 1840 emigró a Argentina, donde castellanizó su apellido a Liliedal.
En 1849 casó con Eulogia Pueyrredón, hija de Juan Andrés de Pueyrredón, combatiente de las Invasiones Inglesas, gobernador interino de la provincia de Córdoba y hermano del Director Supremo de las Provincias Unidas del Río de la Plata y precursor de la independencia Juan Martín de Pueyrredón.
En 1851 pasó al Paraguay donde dirigió una fundición de hierro. A fines de 1854 pasó a Córdoba, donde el 16 de diciembre presentó al gobernador Roque Ferreyra una solicitud para obtener la concesión exclusiva de la navegación en el río Tercero por dos años (a partir del 1 de diciembre de 1857), a cambio de lo que Liliedal se comprometía a construir puertos en Fraile Muerto y Villa de San Juan Bautista.
El proyecto fue aceptado y Liliedal inició el viaje preliminar el 24 de noviembre de 1856 desde Villa Nueva con un pequeño bote a vapor en compañía de dos vecinos. Por el río Tercero navegó hasta el Carcarañá y finalmente desembocó en el río Paraná logrando llegar hasta Rosario (Argentina) el 7 de diciembre, tras 92 horas de navegación divididas en jornadas de 4 horas. Las experiencias de su viaje las reflejó en un Diario, incluyendo anotaciones acerca del territorio recorrido, su flora y fauna. Algunas de sus observaciones serían utilizadas mucho después para la obra de embalse y dique de río Tercero.
El 9 de marzo de 1857 presentó en detalle el proyecto. Se proponía iniciar la navegación a vapor con buques de 50 caballos de fuerza, capacidad para 50 pasajeros en cámara y 60 en proa y 2000 arrobas en bodega, con los que 
efectuaría dos viajes mensuales uniendo Rosario con Fraile Muerto, previendo que el viaje aguas arriba duraría 48 horas y aguas abajo 24, y que en cada puerto permanecería sólo seis días para las tareas de carga y descarga.
La empresa, si bien generó gran entusiasmo en la población e impulsó pedidos de canalización del río para el riego y el transporte, finalmente no se llevó a cabo.
Al reiniciarse la Guerra entre la Confederación Argentina y el Estado de Buenos Aires en 1859, Liliedal se incorporó con el grado de sargento mayor a la marina de la Confederación Argentina.
Al mando de la barca Concepción actuó en el Combate de Martín García (1859), en el cual resultó herido. Al encarar el paso de la isla, resguardado por baterías y una línea de buques porteños, la Concepción, con una importante carga de armamento y munición, iba a remolque dell Salto, insignia, al mando directo de Santiago Baudrix.
Frente a las baterías, ya próximos a salir de la línea de fuego, una bala cortó el remolque de la Concepción. El Hércules (Bartolomé Cordero) consiguió tomarlo pero otra bala cortó la cadena del timón, dejándolo sin gobierno, y los disparos hirieron a Bartolomé Cordero, pese a lo cual consiguió mantener el rumbo con la barca hasta salir del alcance de las baterías.
Con el grado de coronel luchó en la batalla de Pavón, siendo tomado prisionero.
Murió en la Ciudad de Buenos Aires, Argentina, el 11 de junio de 1869, con el grado de coronel de marina.
Su hijo, Oscar Liliedal, fue un conocido jurista, empresario y filántropo. Su nieto, Augusto Mario Liliedal (1896-1960), fue diputado nacional por la Unión Cívica Radical, presidente del Consejo General de Educación, catedrático y delegado interventor en la Facultad de Ciencias Económicas de La Plata y presidente del Club Gimnasia y Esgrima de La Plata.